# Carry Sass

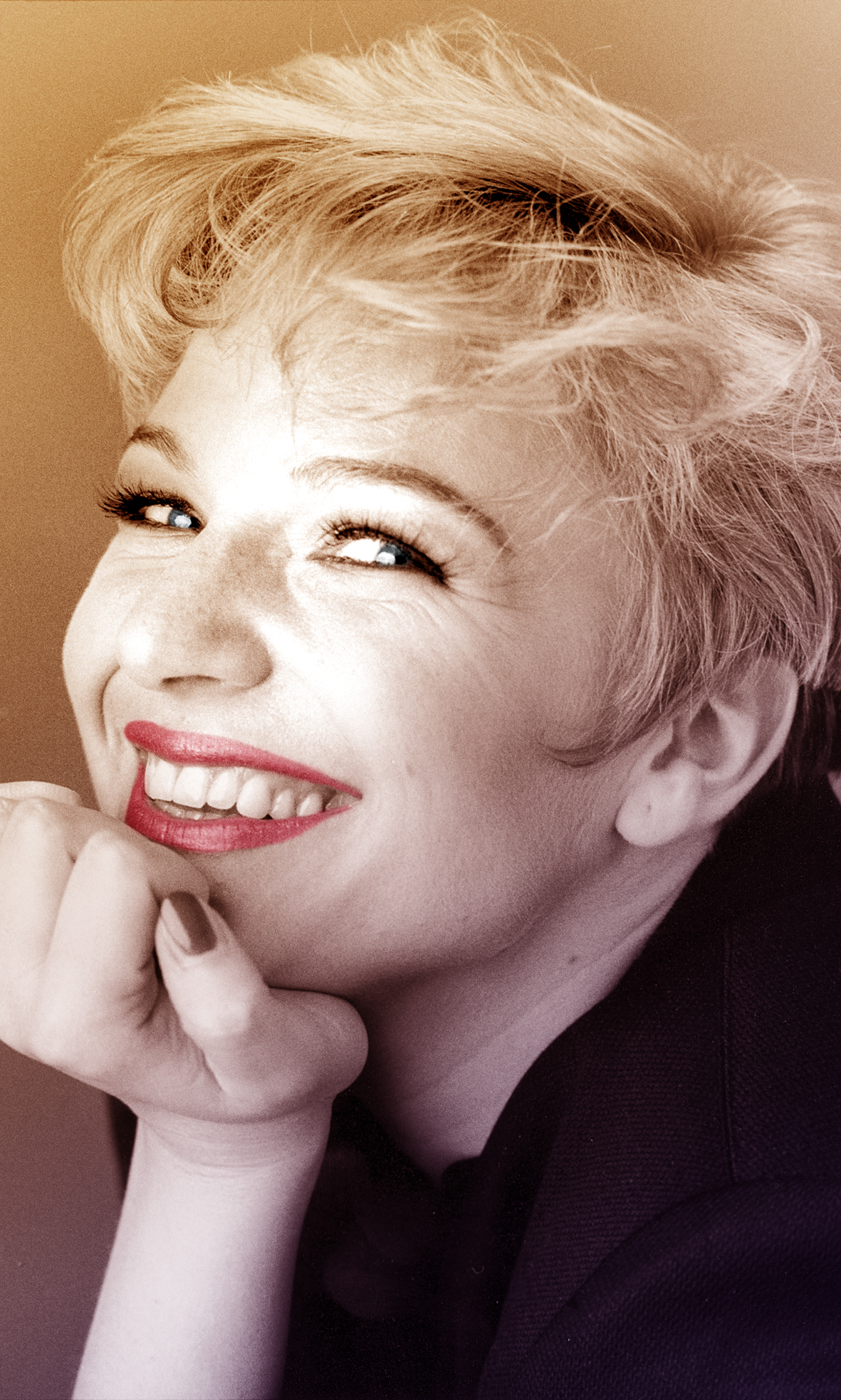
Entertainerin Carry Sass – Porträt 2009

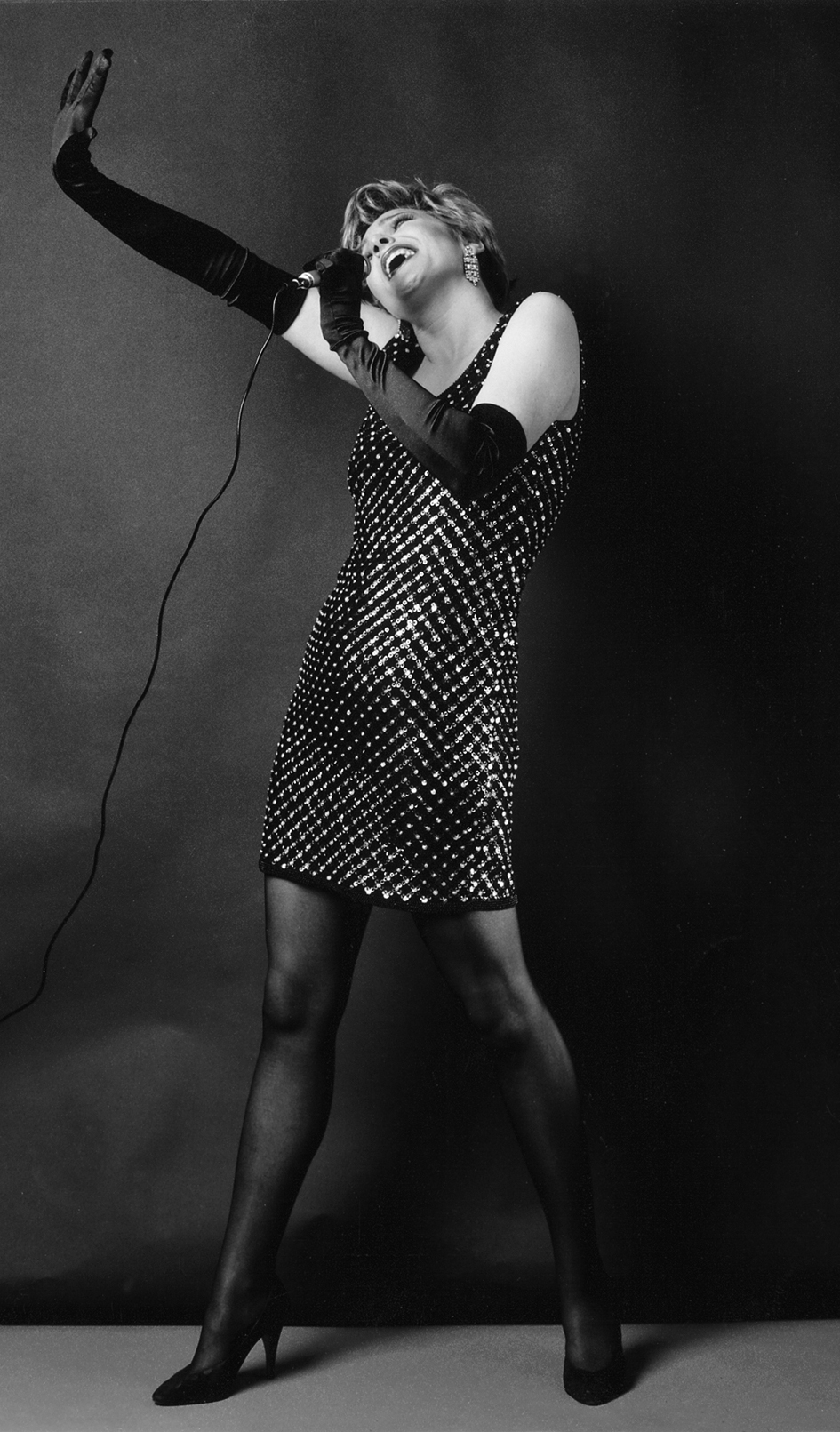
Sängerin Carry Sass

Carry Sass, bürgerlich Kerstin Saß (* 24. August 1966 in Altlandsberg, Kreis Strausberg, DDR) ist eine deutsche Sängerin und Entertainerin.

## Leben
Carry Sass wuchs in Mecklenburg als Tochter eines Orchestermusikers und einer Schulleiterin auf. Ab dem 5. Lebensjahr erhielt sie Klavierunterricht, nach dem Abitur folgte dann ein 4-jähriges Studium an der Hochschule für Musik Hanns Eisler in Ost-Berlin. Mit dem Staatsexamen begann sie ihre Gesangskarriere als „Staatlich geprüfte Unterhaltungskünstlerin der DDR“, was sie zunächst in eine Rock-Band führte.
Kurz darauf bekam sie das Angebot vom Staatstheater Cottbus, die ‚Sally Bowles‘ im Musical Cabaret zu spielen. Es folgte ein mehrjähriges Engagement im Metropol-Theater (Berlin-Mitte), wo sie bis zu dessen Schließung 1997 in mehreren Musicals (Ninotschka – Der Zauberer von Oz) auf der Bühne stand. Mit der Revue Bombenstimmung war Sass 1994 im Theater des Westens in Berlin zu sehen. Im selben Jahr spielte sie im Berliner Dom die ‚Buhlschaft‘ im Jedermann von Hugo von Hofmannsthal in der Regie von Brigitte Grothum.
Das Deutsche Theater München engagierte sie 2001 für Victor und Victoria, womit sie auch am Badischen Staatstheater Karlsruhe gastierte. Auf Gastspielen und Theatertourneen spielte Sass zwischen 1987 und 1997 die Rolle der ‚Eliza Doolittle‘ im Musical My Fair Lady. Inzwischen hat sie über 800 Aufführungen von Cabaret absolviert, u. a. 2004 bis 2005 am Opernhaus Graz und auf Europatournee durch fünf Länder.
Kurz nach der Wende in der ehemaligen DDR war sie am 10. März 1990 die Gastgeberin des 103. Kessel Buntes im Deutschen Fernsehfunk (DFF), den sie noch unter ihrem bürgerlichen Namen Kerstin Saß präsentierte. Später wurde sie unter dem von ihr selbst gewählten Künstlernamen Carry Sass u. a. die Bühnenpartnerin von Harald Juhnke und trat neben Diether Krebs in einigen Fernsehshows auf. Vor allem in den 90er Jahren war sie in vielen TV-Galas zu Gast, dazu zählen u. a. Musik liegt in der Luft (ZDF), Willkommen im Club – Die Harald Juhnke Show (ARD) sowie 2004 Willkommen bei Carmen Nebel (ZDF). Häufig wurde sie dabei vom Fernsehballett des MDR begleitet.
Heute ist Sass vor allem auf Galas und Konzertgastspielen im deutschsprachigen Raum auf der Bühne. So etwa in ihrem Soloprogramm Vom Kudamm zum Broadway. Sie tritt häufig mit sinfonischen und philharmonischen Orchestern auf. Auch mit Musicalmelodien, Brecht-Liedern, Filmschlagern und französischen Chansons tritt sie vor das Publikum. 
Sie ist seit dem Tag des Mauerfalls verheiratet und lebt im Berliner Umland.